# Euryades
Euryades is een geslacht van vlinders van de familie pages (Papilionidae).

## Soorten
- E. corethrus (Boisduval, 1836)
- E. duponchelii (Lucas, 1839)